# Chrysler Museum of Art
Il Chrysler Museum of Art è un museo d'arte situato a Norfolk, Virginia, Stati Uniti d'America.
È stato fondato nel 1933 come Norfolk Museum of Arts and Sciences. Nel 1971 Walter P. Chrysler Jr., la cui moglie era di Norfolk, donò la maggior parte della sua vasta collezione d'arte al museo, il che rese immediatamente il museo uno dei più grandi degli Stati Uniti sud-orientali.

## Collezioni
Il museo conserva più di 30.000 oggetti, coprendo un periodo di 5.000 anni di storia. Particolarmente notevoli sono le collezioni di pittura e scultura europee, dal Medioevo ai giorni nostri.
In pittura e scultura, il museo ha opere di mano di Tintoretto, Giambattista Pittoni (Memoriale di Giacomo, primo conte di Stanhope), Paolo Veronese, Georges de La Tour, Peter Paul Rubens, Diego Velázquez, Salvator Rosa, Gianlorenzo Bernini, Laurent de La Hyre, Jean-François de Troy, John Singleton Copley, Thomas Cole, Eugène Delacroix, Édouard Manet, Paul Cézanne, Gustave Doré, Albert Bierstadt, Auguste Rodin, Mary Cassatt, Paul Gauguin, Georges Rouault, Henri Matisse, Georges Braque, Edward Hopper, Jackson Pollock, Andy Warhol, Richard Diebenkorn e Franz Kline.
Il museo ospita anche un'importante collezione di vetrate di Louis Comfort Tiffany e un significativo complesso fotografico. Anche le arti dell'Africa, dell'Asia e dell'America sono ben rappresentate nelle collezioni. Il museo è aperto dalle 10:00 alle 17:00. tutti i giorni tranne la domenica 12:00 p.m. alle 17:00.

## Referanser
1. ↑   Chrysler Museum of Art, su infoblogscat.blogspot.com. URL consultato il 17 dicembre 2022 (archiviato il 17 dicembre 2022).